# Gaston Ouvrard
Gaston Ouvrard, dit simplement Ouvrard, né le 10 mars 1890 à Bergerac, mort le 26 novembre 1981 à Caussade, est un auteur-compositeur-interprète comique français.

## Biographie
Fils de l'artiste Éloi Ouvrard, il devient une vedette du café-concert, et popularise le style comique troupier inventé par son père.
Il a notamment composé la chanson Je n'suis pas bien portant qui aujourd'hui encore fait partie des classiques de l'humour français. Gaston Ouvrard grave ses premiers disques chez Odeon en 1909 ; on retient la chanson C'est mon frère comme un de ses premiers phonogrammes. Il connaîtra un succès croissant en perpétuant le style comique troupier (pourtant tombé en désuétude) que son père, Éloi, avait lancé en 1877 avec la chanson L'invalide à la tête de bois.
Gaston Ouvrard fut très marqué par la Première Guerre mondiale à laquelle il participa comme simple soldat dès août 1914 et où il servit dans un régiment de dragons. Il fut démobilisé en décembre 1918. Blessé deux fois, il reçoit la croix de guerre avec citation à la fin du conflit. De la Grande Guerre, il garde, par la suite, l'idée de porter l'uniforme (troupier).
Gaston Ouvrard connaît son apogée entre 1925 et 1935, où il grave ses plus grands succès : Elle met des chaussinnettes (1925), Je n'suis pas bien portant (1934), Les Femmes au régiment (1932). Auteur-compositeur-interprète doué d'une diction tout à fait exceptionnelle, on l'entend moins au détour de la guerre ; cependant, il n'est pas inactif. On le voit au cinéma dans Le Tracassin (1962) et il chante encore Je n'suis pas bien portant sur la scène de Bobino en 1971. Il grave son dernier disque en 1966, où il ne fait que reprendre ses succès.
Dans les années 1950, il passe de mode. Ses disques se vendent moins. Alors qu'il doit faire face à des problèmes financiers, il est soutenu par l'association La roue tourne de Paul Azaïs et Janalla Jarnach, qui aide les artistes en difficultés, et dont le parrain d'honneur est Fernandel.
Durant les années 1960, il participe à quelques émissions télévisées. On l'a même vu dans une émission de 1968, aux côtés de Claude François et de Roger Whittaker.
Le 29 janvier 1969, il chante Le Soldat sportif dans l'émission Quatre temps. On le revoit ensuite dans l'émission Les dix ans du Palmarès des chansons (1975), présentée par Guy Lux, où il interprète une nouvelle fois Je n'suis pas bien portant. À Guy Lux qui lui demande, sur le ton de la plaisanterie, sans doute préméditée, s'ils se reverront pour les vingt ans du Palmarès, Ouvrard, alors âgé de 85 ans, répond : « Mais pourquoi pas, jeune homme, vous m'avez l'air en excellente santé ! »
L'émission (rebaptisée Palmarès 81) est supprimée en 1981, quelques mois avant la mort d'Ouvrard. 
En première partie du spectacle de Jacques Martin, juste avant Annabel et le jeune Michel Sardou, il a chanté sur la scène de l'Olympia en 1970.
Il fut, avec Fernandel, le dernier chanteur à s'être essayé au comique troupier. Souvent rééditées, ses chansons font partie du paysage de la chanson française. Il a notamment enregistré chez Odéon, Pathé, Edison Bell Radio, Ultraphone, Eldorado.
Il meurt chez lui en 1981, à l'âge de 91 ans. Il est inhumé au cimetière de Carnas, dans le Gard.
Alain Ouvrard, petit-fils de Gaston Ouvrard, a repris ses chansons.

## Filmographie

### Cinéma
- 1933 : Ça colle de Christian-Jacque : Ouvrard
- 1934 : Les Bleus de la marine de Maurice Cammage : Plumard
- 1959 : Archimède le clochard de Gilles Grangier : Un client du bar Grégoire
- 1961 : Le Tracassin de Alex Joffé : Un homme dans la file d'attente de la banque
- 1969 :  Clérambard d'Yves Robert : Le mendiant
- 1972 : Une belle fille comme moi de François Truffaut : Un vieux gardien de prison

## Postérité
- Capable de chanter sans bafouiller des paroles difficiles, il en joue et devient un des premiers chanteurs à « professionnaliser » la discipline. Avant lui, le grand public pouvait entonner toutes les chansons populaires sans grand problème ni de tessiture ni d'articulation[6]. La chanson Le Chien de Sacha (Guitry) est un exemple de chanson virelangue, imprononçable pour la majorité.
- On peut entendre sa chanson Je n'suis pas bien portant dans : 
  - l'épisode en version française Oh la crise... cardiaque ! des Simpson, diffusé en France le 13 novembre 1993 ;
  - le film On connaît la chanson d'Alain Resnais en 1997, interprétée en play-back par Jean-Pierre Bacri ;
  - l'épisode Cadeaux grecs de la série britannique Torchwood en 2006, chantonnée par Eve Myles.
  - Dans le film Le Sens de la fête (2017), il est réclamé au DJ à 51 min 5 s par la mère du marié.

### Réadaptations dans des langues étrangères ou régionales
- La chanson a été remaniée en wallon par le chansonnier Camille Gaspard dans sa chanson Plin d' mèhins[7].